# Fede Álvarez
Federico Álvarez, plus connu comme Fede Alvarez, né le 9 février 1978 à Montevideo, est un cinéaste uruguayen. Il est connu notamment pour des films d'horreur à succès : le remake de Evil Dead, Don't Breathe et Alien : Romulus.

## Biographie
En 2009, Fede Alvarez s'est fait connaître grâce à son court métrage Ataque de Panico! sur YouTube, qui est devenu immédiatement populaire. Il s'est vu offrir la somme d'un million de dollars par Ghost House Pictures, la société de Sam Raimi, pour réaliser un film de science-fiction. Cependant, son premier projet avec Ghost House Pictures est le remake d’un film de 1981, Evil Dead, qui sort en 2013 sous le même titre : Evil Dead. En 2016, son long métrage Don't Breathe remporte le Saturn Award du meilleur film d'horreur.
En avril 2019, il dirige le tournage de reshoots (tournage de scènes supplémentaires) du film Chaos Walking de Doug Liman, après des projections test négatives.
En 2024, son film Alien : Romulus, produit par Ridley Scott, est un nouveau succès au box-office pour le réalisateur.

## Filmographie

### Courts métrages
- 2001 : Los pocillos
- 2003 : El último Alevare
- 2005 : El Cojonudo
- 2009 : ¡Ataque de pánico!

### Longs métrages
Réalisateur
- 2013 : Evil Dead
- 2016 : Don't Breathe : La Maison des ténèbres (Don't Breathe)
- 2018 : Millénium : Ce qui ne me tue pas (The Girl in the Spider's Web)
- 2024 : Alien: Romulus

Producteur
2022 : Massacre à la tronçonneuse (Texas Chainsaw Massacre) de David Blue Garcia 